# DAF YA-054
De DAF YA-054 was een terreinwagen, ontwikkeld door de Nederlandse autofabrikant DAF. In 1951 werden twee verschillende prototypen gebouwd. De YA-054 was uitgerust met de typische DAF H-aandrijving.
DAF ontwikkelde de YA-054 voor het Nederlandse Ministerie van Oorlog, als opvolger van de diverse jeeps uit de Tweede Wereldoorlog, en Amerikaanse legervoorraden, die bij de Koninklijke Landmacht rondreden. Het ministerie koos echter voor de Willys MD, die vervolgens bij Nekaf werd geassembleerd; zie Nekaf Jeep.